# Де Пальма, Брайан
Бра́йан Де Па́льма (англ. Brian De Palma; род. 11 сентября 1940, Ньюарк, Нью-Джерси, США) — американский кинорежиссёр, сценарист и продюсер. За карьеру протяжённостью свыше 60 лет режиссёр больше всего прославился работой в таких жанрах, как психологический триллер и криминальная драма. В числе известных режиссёрских работ Де Пальмы такие фильмы, как «Прокол», «Лицо со шрамом», «Неприкасаемые», «Путь Карлито» и другие.

## Биография
Брайан Де Пальма родился 11 сентября 1940 года в Ньюарке, штат Нью-Джерси, в италоамериканской семье. Мать — Вивьенн Де Пальма (урождённая Мути), отец — Энтони Де Пальма, известный хирург-ортопед. Окончил квакерскую школу Friend’s Central School, затем поступил на физический факультет Колумбийского университета.
Жизнь Де Пальмы сильно изменилась после просмотра фильмов «Головокружение» Альфреда Хичкока и «Гражданин Кейн» Орсона Уэллса. Картины произвели столь сильное впечатление на юношу, что он решил уйти с факультета, посвятив всё свободное время театру и кино.
Снимать кино Брайан Де Пальма начал в начале 1960-х годов. Короткометражный фильм «Пробуждение Вотана» (Woton’s Wake, 1962) принёс ему несколько наград.
А первый художественный фильм «Свадебная вечеринка» (The Wedding Party), над которым Де Пальма работал с 1962 по 1964 год в Колледже Сары Лоуренс, вышел только в 1969 году. В нём снялись друзья режиссёра Джилл Клэйберг и Роберт де Ниро. В фильмах «Свадебная вечеринка», «Приветствия», «Хай, мамаша!» играл малоизвестный тогда Роберт Де Ниро.
В 1976 году Де Пальма экранизировал роман Стивена Кинга «Кэрри», фильм имел кассовый успех. В том же году на экраны вышел психологический триллер-мелодрама «Наваждение» по сценарию Пола Шредера «Дежа вю», — о том, как прошлое преследует и настигает поскупившегося новоорлеанского бизнесмена Майкла Кортленда (Клифф Робертсон), отказавшегося когда-то заплатить выкуп за освобождение похищенных гангстерами жены и 9-летней дочери, а через 16 лет мистическим образом встречающего и влюбляющегося во Флоренции в девушку, как две капли воды похожую на свою погибшую жену. Захватывающий детектив с ошеломляющей развязкой, снятый в замедленной, сновидческой, гипнотизирующей зрителя манере, использует мотивы «Головокружения» Альфреда Хичкока, демонстрировался в советском прокате. В 1983 году по сценарию Оливера Стоуна режиссёр снимает ремейк картины Говарда Хоукса — «Лицо со шрамом» о Тони Монтане, ставшем крупным наркоторговцем. Картина получила три номинации на премию «Золотой глобус».

## Личная жизнь
Был трижды женат: на Нэнси Аллен (1979—1983), на Гейл Энн Хёрд (1991—1993) (от брака есть дочь Лолита, 1991 г. р.) и на Дарнелл Грегорио-Де Пальма (1995—1997) (от брака есть дочь Пайпер, 1996 г. р.). Также у Брайана есть падчерица — актриса Уилла Холланд.

## Фильмография
| Год  |     | Русское название                                       | Оригинальное название                                 | Роль                          |
| ---- | --- | ------------------------------------------------------ | ----------------------------------------------------- | ----------------------------- |
| 1960 | кор | Икар                                                   | Icarus                                                | режиссёр                      |
| 1961 | кор | 660124: история карты IBM                              | 660124: The Story of an IBM Card                      | режиссёр                      |
| 1962 | кор | Пробуждение Вотана                                     | Woton’s Wake                                          | режиссёр                      |
| 1964 | кор | Дженифер                                               | Jennifer                                              | режиссёр                      |
| 1965 | кор | Мостовой промежуток                                    | Bridge That Gap                                       | режиссёр                      |
| 1966 | кор | Покажи мне большой город, и я покажу тебе большой банк | Show Me a Strong Town and I’ll Show You a Strong Bank | режиссёр                      |
| 1966 | док | Чувствительный глаз                                    | Responsive Eye                                        | режиссёр                      |
| 1968 | ф   | Убийство а ля Мод                                      | Murder à la Mod                                       | режиссёр, сценарист           |
| 1968 | ф   | Приветствия                                            | Greetings                                             | режиссёр, сценарист, продюсер |
| 1969 | ф   | Свадебная вечеринка                                    | The Wedding Party                                     | сорежиссёр                    |
| 1970 | ф   | Дионис                                                 | Dionysus in '69                                       | режиссёр, сценарист           |
| 1970 | ф   | Хай, мамаша!                                           | Hi, Mom!                                              | режиссёр, сценарист           |
| 1972 | ф   | Надо знать, где твой кролик                            | Get to Know Your Rabbit                               | режиссёр                      |
| 1973 | ф   | Сёстры                                                 | Sisters                                               | режиссёр, сценарист           |
| 1975 | ф   | Призрак рая                                            | Phantom of the Paradise                               | режиссёр, сценарист           |
| 1976 | ф   | Кэрри                                                  | Carrie                                                | режиссёр                      |
| 1976 | ф   | Наваждение                                             | Obsession                                             | режиссёр                      |
| 1978 | ф   | Ярость                                                 | The Fury                                              | режиссёр                      |
| 1980 | ф   | Домашние фильмы                                        | Home Movies                                           | режиссёр, продюсер            |
| 1980 | ф   | Бритва                                                 | Dressed to Kill                                       | режиссёр, сценарист           |
| 1981 | ф   | Прокол                                                 | Blow Out                                              | режиссёр, сценарист           |
| 1983 | ф   | Лицо со шрамом                                         | Scarface                                              | режиссёр                      |
| 1984 | ф   | Двойник тела                                           | Body Double                                           | режиссёр, сценарист, продюсер |
| 1986 | ф   | Толковые ребята                                        | Wise Guys                                             | режиссёр                      |
| 1987 | ф   | Неприкасаемые                                          | The Untouchables                                      | режиссёр                      |
| 1989 | ф   | Военные потери                                         | Casualties of War                                     | режиссёр                      |
| 1990 | ф   | Костёр тщеславия                                       | The Bonfire of the Vanities                           | режиссёр, продюсер            |
| 1992 | ф   | Воспитание Каина                                       | Raising Cain                                          | режиссёр, сценарист           |
| 1993 | ф   | Путь Карлито                                           | Carlito’s Way                                         | режиссёр                      |
| 1996 | ф   | Миссия невыполнима                                     | Mission: Impossible                                   | режиссёр                      |
| 1998 | ф   | Глаза змеи                                             | Snake Eyes                                            | режиссёр, сценарист, продюсер |
| 2000 | ф   | Миссия на Марс                                         | Mission to Mars                                       | режиссёр                      |
| 2002 | ф   | Роковая женщина                                        | Femme Fatale                                          | режиссёр, сценарист           |
| 2006 | ф   | Чёрная орхидея                                         | The Black Dahlia                                      | режиссёр                      |
| 2007 | ф   | Без цензуры                                            | Redacted                                              | режиссёр, сценарист           |
| 2012 | ф   | Страсть                                                | Passion                                               | режиссёр, сценарист           |
| 2015 | док | Де Пальма                                              | De Palma                                              | актёр                         |
| 2019 | ф   | Домино                                                 | Domino                                                | режиссёр                      |